# ماکسیم پوکوتلیوک
ماکسیم پوکوتلیوک (اوکراینی: Максим Васильович Покотилюк؛ زادهٔ ۲۱ فوریهٔ ۱۹۸۸) بازیکن فوتبال اهل اوکراین است.